# Rossy de Palma
Rosa Elena García Echave, znana jako Rossy de Palma (ur. 16 września 1964 w Palma de Mallorca) – hiszpańska aktorka filmowa.

## Życiorys
Została odkryta przez hiszpańskiego reżysera Pedro Almodóvara w kawiarni w Madrycie w 1986.
Najbardziej znana jest właśnie z jego filmów, takich jak np. Prawo pożądania, Kika, Kobiety na skraju załamania nerwowego oraz Kwiat mego sekretu.
Zasiadała w jury konkursu głównego na 68. MFF w Cannes (2015) i przewodniczyła obradom jury Złotej Kamery na 75. MFF w Cannes (2022).
Obecnie mieszka we Francji z synem i córką.

## Nagrody
- 1994, Nominacja, Najlepsza Aktorka drugoplanowa, Goya (nagroda filmowa) za film Kika
- 1996, Nominacja, Najlepsza Aktorka drugoplanowa, Goya (nagroda filmowa) za film Kwiat mego sekretu
- 1998, Laureat - Nagroda specjalna na MFF w Locarno za film Hors jeu

## Filmografia
- Prawo pożądania (1987)
- Kobiety na skraju załamania nerwowego (1988)
- Zwiąż mnie (1989)
- Don Juan, mi querido fantasma (1990)
- Los gusanos no llevan bufanda (1992)
- Aquí el que no corre, vuela (1992)
- Sam suffit (1992)
- Acción mutante (1993)
- Kika (1993) - Nominacja Goya
- Mejor no hables (1994)
- Chicken park (1994)
- Prêt-à-Porter (1994)
- Peggio di così si muore (1995)
- El porqué de las cosas (1995)
- Kwiat mego sekretu (1995) - Nominacja Goya
- Cuerpo en el bosque (1996)
- Franchesca Page (1997)
- La mujer del cosmonauta (1998)
- Hors jeu (1998)
- Pasiones rotas (1998)
- The Loss of Sexual Innocence (1999)
- Esa maldita costilla (1999)
- Nag la bombe (2000)
- La mule (2000)
- L'Origine du monde (2001)
- El embolao (2002)
- Laisse tes mains sur mes hanches (2003)
- People (2004)
- Double Zéro (2004)
- Tu la conosci Claudia? (2004)
- 20 centímetros (2005)
- Los aristos (2005)
- Mes copines (2006)
- Przerwane objęcia (2009)
- Miss Tacuarembó (2010)
- Julieta (2016)
- Puk, puk (2017)
- Madame (2017)